# Heliocephala proliferans
Heliocephala proliferans är en svampart som beskrevs av V. Rao, K.A. Reddy & de Hoog 1984. Heliocephala proliferans ingår i släktet Heliocephala, divisionen sporsäcksvampar och riket svampar.   Inga underarter finns listade i Catalogue of Life.